# Die Happy
Die Happy je německá skupina z Ulmu založena roku 1993 Češkou Martou Jandovou a ulmským rodákem Thorstenem Mewesem. Kapela se ve svém repertoáru ukazuje v mnoha tvářích, od rockových vypalovaček po jemněji laděné balady, tudíž označení jejich žánru alternativní rock je asi nejvýstižnější.
Jejich v pořadí čtvrtá studiová deska Supersonic speed, produkovaná prvně s produkcí nahrávací společností, zaznamenala v Evropě a především v Německu obrovský úspěch, o kapelu se rázem začaly zajímat hudební pořady a vše, jak již vystihuje název alba, nabralo rychlých obrátek. Společně se zájmem médií byli Die Happy spojováni s přibližně stejně starou německou kapelou Guano Apes, která se však na výsluní dostala již v roce 1996, tedy o tři roky dříve než samotní Die Happy. Album The Weight of the Circumstance se zčásti nahrávalo v USA s producentem tehdejší vycházející hvězdy Avril Lavigne a dosáhlo mimořádného úspěchu v prodejnosti. Druhý den po jeho vydání, tedy v roce 2003 se umístilo na 6. místě světového žebříčku prodejnosti rockových alb.
V roce 2004 začala spolupráce frontwoman Marty Jandové s populárními kapelami, jako jsou In Extremo, Dog Eat Dog, Apocalyptica, Oomph a poslední spolupráce ověnčenou zlatou deskou, s kapelou Revolverheld, které Die Happy napomohli k úspěchu možností předkapely na turné Die Happy.
Die Happy jsou nejen jednou z nejtalentovanějších německých rockových skupin, ale také jednou z nejpracovitějších. Na kontě mají přes 1000 koncertů, 12 studiových alb a 3 DVD z koncertů, které se konají často po celé Evropě. I když na počátku 21. století vznikl v německu rozmach německy zpívajících skupin, které sklízely úspěchy, tak i přesto se Die Happy dokázali pevně udržet na své pozici. Albem "Red Box" se kapela vrací ke svým kořenům, ke stylu, se kterým začínala.
Svým albem Four & More Unplugged, které vyšlo 11. listopadu 2005, si splnili Die Happy svůj sen, protože vydali mnoho svých písniček unplugged.
Když se začalo prodávat album No Nuts No Glory, zařadilo se ihned do top 10 prodejnosti u jednoho z největších internetových prodejců.[zdroj?]

## Diskografie
| - 1994: Better Than Nothing (vlastní produkce) - 1996: Dirty Flowers (vlastní produkce) - 1997: Promotion (vlastní produkce) - 2001: Supersonic Speed (05. února 2001) - 2002: Beautiful Morning (02. dubna 2002) - 2003: The Weight of the Circumstances (11. srpna 2003) - 2005: Bitter to Better (29. srpna 2005) - 2005: Four and More Unplugged (11. listopadu 2005) - 2006: No Nuts No Glory (27. října 2006) - 2008: VI (18. dubna 2008) - 2009: Most Wanted (17. červenec 2009) - 2009: Best Of - 2010: Red Box (24. září 2010) - 2014: Everlove (28. února 2014) - 2020: Guess What (10. dubna 2020) - 2000: „Supersonic Speed“ (02. října 2000) - 2001: „Like A Flower“ (12. března 2001) - 2001: „One Million Times (jen promo) - 2002: „Goodbye“ (04. března 2002) - 2002: „Not That Kind Of Girl“ (17. června 2002) - 2002: „Cry For More“ (14. října 2002), (video nebylo natočeno) - 2003: „Big Boy“ (07. července 2003) - 2003: „Everyday's A Weekend“ (15. září 2003) - 2004: „Slow Day (05. ledna 2004) - 2005: „Big Big Trouble“ (15. srpna 2005) - 2005: „I Am“ (28. října 2005) - 2006: „Blood Cell Traffic Jam“ (jen promo) - 2006: „Wanna Be Your Girl“ (13. října 2006) - 2006: „The Ordinary Song“ (24. listopadu 2006) - 2008: „Peaches“ - 2008: „Still Love You“ | - 2003: The Weight of the Circumstances (06. října 2003) - 2004: 10 - live and alive (05. července 2004) - 2009: Most Wanted (17. červenec 2009) - 2012: 1000th Show Live |